# Saropogon tiberiadis
Saropogon tiberiadis är en tvåvingeart som beskrevs av Oskar Theodor 1980. Saropogon tiberiadis ingår i släktet Saropogon och familjen rovflugor.
Artens utbredningsområde är Israel. Inga underarter finns listade i Catalogue of Life.